# Liste der Kreisstraßen im Landkreis Kelheim
Die Liste der Kreisstraßen im Landkreis Kelheim ist eine Auflistung der Kreisstraßen im bayerischen Landkreis Kelheim mit deren Verlauf. 

## Abkürzungen
- EI: Kreisstraße im Landkreis Eichstätt
- FS: Kreisstraße im Landkreis Freising
- KEH: Kreisstraße im Landkreis Kelheim
- LA: Kreisstraße im Landkreis Landshut
- NM: Kreisstraße im Landkreis Neumarkt in der Oberpfalz
- PAF: Kreisstraße im Landkreis Pfaffenhofen an der Ilm
- R: Kreisstraße im Landkreis Regensburg
- St: Staatsstraße in Bayern

## Liste
Nicht vorhandene bzw. nicht nachgewiesene Kreisstraßen werden in Kursivdruck gekennzeichnet, ebenso Straßen und Straßenabschnitte, die unabhängig vom Grund (Herabstufung zu einer Gemeindestraße oder Höherstufung) keine Kreisstraßen mehr sind.
Der Straßenverlauf wird in der Regel von Nord nach Süd und von West nach Ost angegeben.
| Nr. KEH | Verlauf |
| ------- | --- |
| KEH 1   | (EI 28 im Landkreis Eichstätt) – Landkreisgrenze – KEH 2 – St 2231 |
| KEH 2   | St 2230 – Deising – Laubhof – Thann – KEH 1 – Landkreisgrenze – (EI 29 im Landkreis Eichstätt) |
| KEH 3   | in Sankt Johann – Train – Niederumelsdorf – /St 2642 |
| KEH 4   | (EI 33 im Landkreis Eichstätt) – Landkreisgrenze – Arresting – KEH 5 – Irnsing – |
| KEH 5   | St 2233 – St 2230 – Altessing – KEH 15 – Limes – Hienheim – KEH 4 – Irnsing – Landkreisgrenze – (EI 31 im Landkreis Eichstätt) |
| KEH 7   | St 2233 in Eining – Sandharlanden – KEH 21 – Abensberg – KEH 19 – St 2144 – Gaden – KEH 22 – Mitterhörlbach – Oberhörlbach – St 2333 in Kirchdorf |
| KEH 8   | St 2144 – Helchenbach – St 2143 in Adlhausen |
| KEH 10  | /St 2230 – Saal an der Donau – KEH 19 – Peterfecking – Mitterfecking – KEH 23 – Sippenau – Hausen – KEH 11 – Grub – St 2143/St 2144 in Langquaid |
| KEH 11  | KEH 15 in Gundelshausen – Poikam – Lengfeld – Teugn – KEH 17 – Saladorf – Hausen – KEH 10 – Herrnwahlthann – Großmuß – St 2230 |
| KEH 12  | (R 3 im Landkreis Regensburg) – Landkreisgrenze – Teufelsmühle – St 2143 |
| KEH 13  | (R 16 im Landkreis Regensburg) – Landkreisgrenze – KEH 14 – Jachenhausen – Sankt Ursula – Riedenburg – St 2230 |
| KEH 14  | (NM 27 im Landkreis Neumarkt in der Oberpfalz) – Landkreisgrenze – Perletzhofen – Otterzhofen – KEH 13 in Jachenhausen |
| KEH 15  | (R 51 im Landkreis Regensburg) – Landkreisgrenze – Lohstadt – Gundelshausen – KEH 11 – Kapfelberg – Herrnsaal – KEH 38 – Kelheimwinzer – Kelheim – St 2230 – KEH 5                                                                                   |
| KEH 16  | (R 13 im Landkreis Regensburg) – Landkreisgrenze – Painten – St 2233 – Falterhof – Maierhofen – Baiersdorf – St 2230 in Prunn |
| KEH 17  | – Teugn – KEH 11 – Saalhaupt – St 2143 in Dünzling |
| KEH 18  | St 2233 – KEH 21 – Thaldorf – Unterwendling – KEH 19 – Reißing – /St 2230 |
| KEH 19  | in Saal an der Donau – KEH 10 – KEH 18 – Unterteuerting – Arnhofen – KEH 7 in Abensberg |
| KEH 21  | KEH 18 – Holzharlanden – KEH 7 in Sandharlanden |
| KEH 22  | / – Mühlhausen – Altdürnbuch – Biburg – Unterhörlbach – KEH 7 |
| KEH 23  | KEH 19 – Oberteuerting – Buchhof – Seilbach – Mitterfecking – KEH 10 |
| KEH 24  | St 2143 – Sandsbach – Herrngiersdorf – KEH 28 – Semerskirchen – Landkreisgrenze – (LA 34 im Landkreis Landshut) |
| KEH 25  | St 2233 – Landkreisgrenze – (R 37 im Landkreis Regensburg) |
| KEH 26  | KEH 10 – Oberschneidhart – Mitterschneidhart – Unterschneidhart – Hellring – Paring – St 2143 – Landkreisgrenze – (R 48 im Landkreis Regensburg) |
| KEH 28  | St 2143/St 2144 – Niederleierndorf – Tiefenbach – Herrngiersdorf – KEH 24 – Semerskirchen – Harpfendorf – Sittelsdorf – Altbach – Laaberberg – St 2143/St 2230 in Alzhausen                                                                          |
| KEH 29  | St 2230 in Rohr in Niederbayern – Obereulenbach – See – St 2642 in Wildenberg |
| KEH 30  | (PAF 24 im Landkreis Pfaffenhofen an der Ilm) – Landkreisgrenze – Aiglsbach – Buch – Meilenhofen – Lindkirchen – Unterwangenbach – Oberwangenbach – KEH 32 – Walkertshofen – Landkreisgrenze – (LA 41 im Landkreis Landshut)                         |
| KEH 31  | (PAF 31 im Landkreis Pfaffenhofen an der Ilm) – Landkreisgrenze – Oberpindhart – Pöbenhausen – Ebrantshausen – Neubauer – Mainburg – Rachertshofen – Pötzmes – Rannertshofen – KEH 32 – Attenhofen – Landkreisgrenze – (LA 40 im Landkreis Landshut) |
| KEH 32  | KEH 30 in Oberwangenbach – KEH 31 in Attenhofen |
| KEH 33  | (LA 39 im Landkreis Landshut) – Landkreisgrenze – KEH 35 – Neuhausen – St 2049 – Volkenschwand – Großschwaiba – Kleinschwaiba – Landkreisgrenze – (FS 26 im Landkreis Freising)                                                                      |
| KEH 35  | St 2049 in Sandelzhausen – Thalham – Leibersdorf – Heidersberg – KEH 33 |
| KEH 36  | (PAF 16 im Landkreis Pfaffenhofen an der Ilm) – Landkreisgrenze – St 2233 |
| KEH 37  | St 2085 – Mittersberg – St 2049 |
| KEH 38  | St 2230/St 2233 in Kelheim – Kelheimwinzer – KEH 15 – |